# نبات سام
النبات السام هو نوع نباتي قد يسبب للإنسان والحيوانات المختلفة ـ عند التغذي بها أعراضاً مرضية مصحوبة بتهيج وعصّابات وتوعك أو تحسس جلدي، قد ينتج منها عواقب صحية مختلفة، تظهر مباشرة أو بعد فترة، نتيجة تراكم المواد السامة في أنسجة الكائن الحي. تختلف سمية النباتات السامة اختلافاً بيناً، فبعضها شديد السمية كنبات الشوكران الأبقع الذي استعمله الإغريق لإعدام المجرمين والسياسيين المعارضين، ويعتقد أن سقراط أُعدم بإعطائه عصير نبات الشوكران، والأمر نفسه بالنسبة لنبات الدفلة الذي كان وراء موت عدد كبير من جنود نابليون بونابرت بعد احتلالهم لقرية إسبانية واستعمالهم أغصانها لشك اللحم وأخشابه لشوائه، وبعضها الآخر يُحدث التسمم عند التغذي بكمية كبيرة منه أو لفترة طويلة مثل نبات البقلة، الذي يستعمل بكمية قليلة في السلطات، ولكن التغذي بكمية كبيرة منه ولفترة طويلة قد يؤدي إلى التسمم الذي يظهر على شكل رجف العضلات، والتكزز، والهبوط، وعدم القدرة على الحركة، وذلك بسبب احتواء النبات على تركيز مرتفع من الحماضات Oxalates التي تسبب تدني كلس الدم.

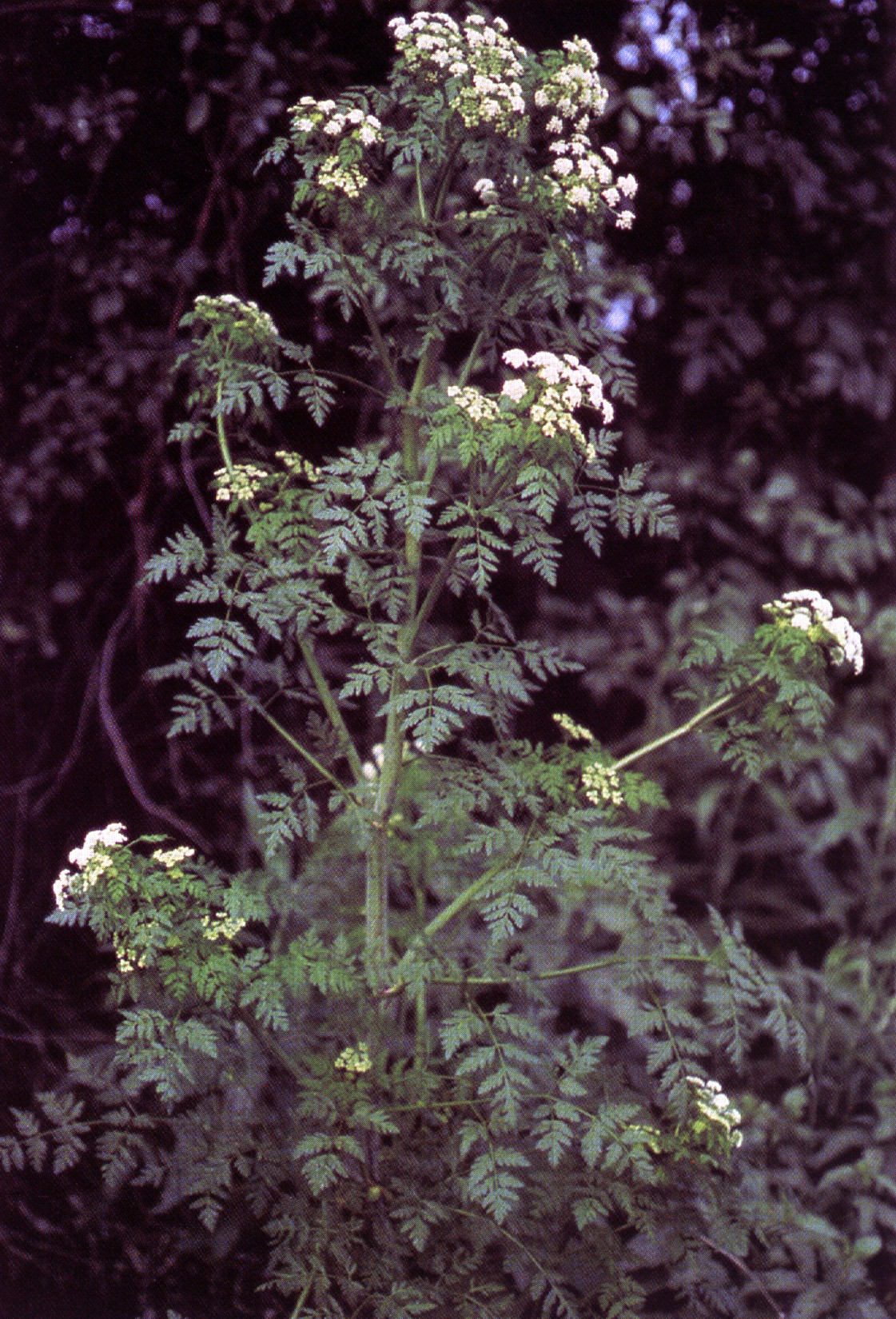
نبات الشوكران الأبقع.

تنتشر النباتات السامة في الأماكن كافة، إذ توجد في حدائق المنازل وحولها، وعلى جوانب الطرقات وأطراف الحقول، وفي المراعي والغابات وغيرها. وبسبب انتشارها الواسع فإن حوادث التسمم بها ليست قليلة، ويرتبط التسمم بالنباتات، في معظم الحالات، بظروف وعوامل محددة، وتُمكّن معرفة هذه الظروف والعوامل من تحاشي الكثير من حالات التسمم بالنباتات السامة.